# Nikolai Michailowitsch Prschewalski

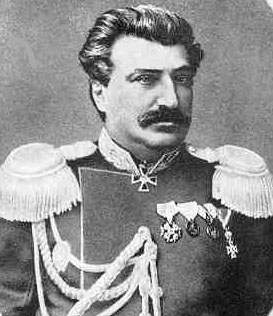
Nikolai Michailowitsch Prschewalski (1839–1888)

Nikolai Michailowitsch Prschewalski (russisch Николай Михайлович Пржевальский, wiss. Transliteration Nikolaj Michajlovič Prževal'skij, oft auch in der polnischen Schreibung Przewalski anzutreffen; * 31. Märzjul. / 12. April 1839greg. in Kimborowo (auch Kimbory, heute Prschewalskoje) bei Smolensk; † 20. Oktoberjul. / 1. November 1888greg. in Karakol) war ein russischer Offizier und Forschungsreisender. Seine fünf Reisen, auf deren letzter er verstarb, trugen wesentlich zur Erforschung Zentralasiens bei. Unter anderem beschrieb er dabei das nach ihm benannte Przewalski-Pferd.

## Herkunft und frühes Leben

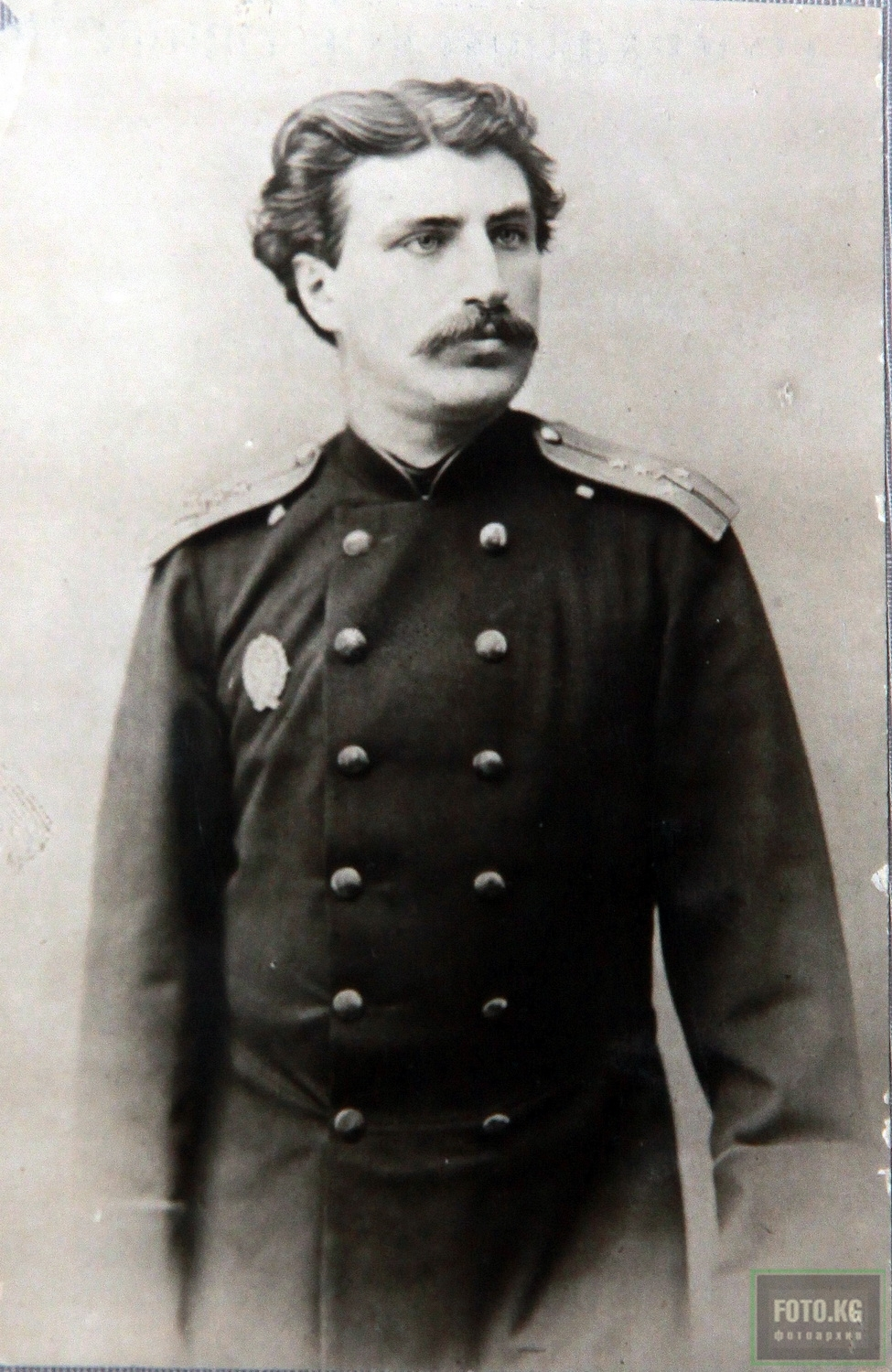
Prschewalski 1860 (im Alter von 21 Jahren)

Väterlicherseits stammte Prschewalski aus einer Adelsfamilie polnischer Herkunft; seine Mutter gehörte zur russischen Adelsfamilie Karetnikow. Prschewalski besuchte das Gymnasium in Smolensk und ferner die Militärakademie in Sankt Petersburg. Anschließend wurde er Lehrer für Geographie an der Junkerschule in Warschau. 1866 erhielt er ein Kommando nach Ostasien, wobei er das Land am Ussuri erforschte. In Chabarowsk begegnete er Iwan Gontscharow, der das Zusammentreffen mit Prschewalski später in der nachgelassenen Ausgabe seiner „Fregatte Pallas“ literarisch nachzeichnete. Dem folgten seine Forschungsreisen. Im Jahr 1886 wurde er zum Mitglied der Leopoldina gewählt.

## Erste Forschungsreise 1870–1873
Sie führte von Kjachta nach Peking zum oberen Huang He, durch die Wüste Gobi zum See Kuku Nor, weiter zum Jangtsekiang und zurück nach Kjachta.
Auf der alten Handelsstraße von Sibirien über Kjachta reiste Prschewalski zu seinem ersten Etappenziel Peking. Hier ließ er sich von der chinesischen Regierung die nötigen Reisepässe ausstellen und ergänzte Proviant und Ausrüstung. Er marschierte nun in das nordwestlich gelegene Kalgan. Hier traf er sich mit zwei Kosaken, die das Expeditionsteam vervollständigten. Die Expedition bestand nun aus vier schwerbewaffneten Männern, zwei Pferden und acht Kamelen. An Geldmitteln standen Prschewalski 2500 Rubel zur Verfügung.
Von Kalgan ging es dann zum Mittellauf des Huang He, dem sie stromaufwärts folgten. Die Expedition kam langsamer voran als erwartet. Zum einen verhielt sich die einheimische Bevölkerung sehr abweisend; so war es zum Beispiel über weite Strecken unmöglich, Führer anzuwerben oder Proviant einzutauschen. Zum anderen waren die chinesischen Karten so ungenau, dass sich die Karawane oftmals in den Bergen verirrte und Zeit verlor.
Nordwestlich der Großen Schleife des Gelben Flusses drang die Expedition in die Wüste Alashan ein, die den Südteil der Gobi bildet. Der Marsch ging hunderte Kilometer durch diese unwirtliche Gegend und forderte alles von den Teilnehmern der Expedition ab. Prschewalski notierte in sein Tagebuch: „Die grenzenlose Öde erfüllt den Menschen, der sich hierher verirrt, mit Grauen.“ In Dingyuanying (heute Bayanhot) erholte sich die Expedition zwei Wochen von diesem Marsch.
Es war jetzt Oktober, der harte Kontinentalwinter stand unmittelbar bevor. Außerdem waren die Reisepässe abgelaufen und das Geld fast vollständig aufgebraucht. Prschewalski musste sich eingestehen, dass das Ziel Kuku Nor in diesem Jahr nicht mehr zu schaffen war. Der Rückmarsch in Richtung Peking erfolgte zunächst in einem großen Schwenk parallel zum Gelben Fluss, aber durch die Wüste. Daher wurde der Fluss erst nach einem Monat wieder erreicht. Frost sowie Schnee- und Sandstürme erschwerten das Vorankommen. Feuer konnte nur mit schlecht brennendem Kameldung gemacht werden, und der Proviant wurde rationiert. Als der Gelbe Fluss endlich erreicht und wieder bewohntes Gebiet bereist wurde, verbesserte sich die Versorgungslage kaum. Die Chinesen am Fluss verkauften wahrscheinlich auf Betreiben der Regierung kaum Nahrungsmittel, Brennmaterial oder Futter für die Tiere. Die Mongolen dagegen nutzten die Notsituation aus und ließen sich jedes Bündel Holz teuer bezahlen. Eines Nachts wurden dann auch noch die Kamele gestohlen, sodass die Expedition gezwungen war, ihre Gewehre gegen neue Kamele einzutauschen.
Der Rest des Winters wurde in Peking zugebracht. Zwei Monate vergingen mit der Abfassung der Berichte und dem Verpacken und Abschicken der Sammlung. Parallel dazu wurde der zweite Ausmarsch vorbereitet, neue Pässe und Geldmittel (3.500 Rubel) über die russische Gesandtschaft beschafft und die Ausrüstung optimiert. Es war noch Winter, als Prschewalski erneut aufbrach. Erst Mitte April hörten die Fröste und Schneestürme auf. Das Festlandklima kennt in diesen Breiten keine milden Übergänge: Eben noch hatte die Expedition unter der Kälte zu leiden, dann plötzlich wurde sie von hochsommerlicher Hitze geplagt.
Wieder in Dingyuanying traf Prschewalski auf eine Karawane tangutischer Wallfahrer, die zum Buddhatempel von Tscheibsen unweit des Kuku Nor aufbrechen wollten. Die Expedition konnte sich dieser Karawane anschließen. Dies war ein glücklicher Zufall, denn einerseits entfiel so das schwierige Anwerben von einheimischen Führern, andererseits bot eine größere Gesellschaft mehr Sicherheit. Der weitere Weg führte durch das Gebiet der muslimischen Dunganen (auch Hui genannt), die seit elf Jahren gegen die chinesischen Besatzer Krieg führten.

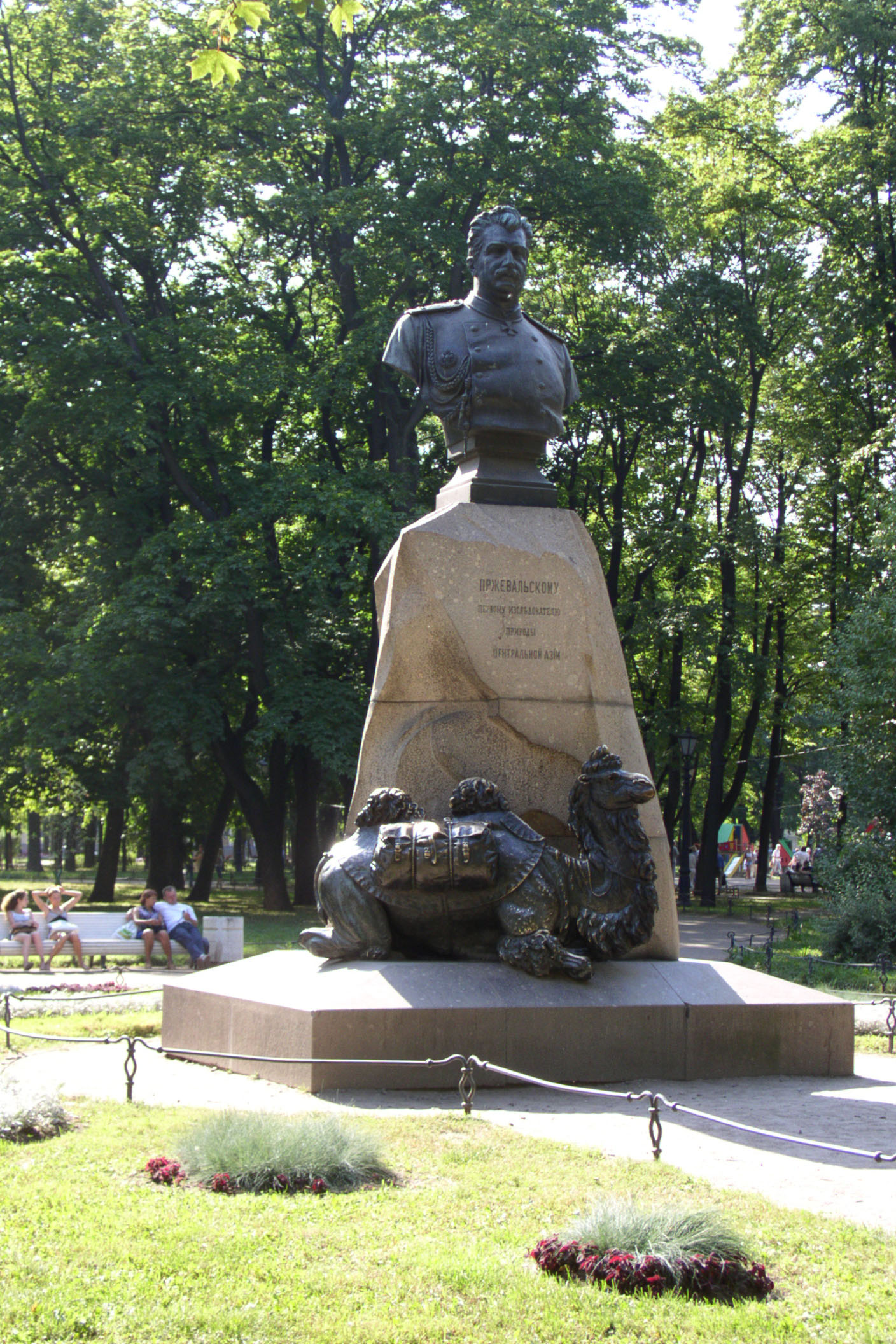
Prschewalski-Denkmal (1892) in Sankt Petersburg mit ruhendem Kamel am Sockel

Als die Alashanwüste überwunden war, erreichten sie das noch unerforschte Nanshangebirge mit seinen grünen Tälern und schneebedeckten Bergen. Von der Landschaft wurden die vier Reisenden freundlich empfangen, doch die Menschen wurden zur Plage. Schon der tägliche Umgang mit den Wallfahrern musste nach den Schilderungen Prschewalskis eine harte Geduldsprobe gewesen sein. Die Tanguten erschienen den Forschern unerträglich neugierig und zudringlich. Jede Bewegung der Russen wurde misstrauisch beobachtet und löste einen Hagel von Fragen aus. Die Pilgerkarawane nahm natürlich den Weg durch die Siedlungen. Obwohl Prschewalski wohlwissend sein Lager stets außerhalb der Siedlungen aufschlug, waren sie binnen kurzem von einer Zuschauermenge umringt. Die chinesischen Beamten gewährten ihnen keinerlei Schutz, im Gegenteil, sie forderten Geschenke und wollten die Waffen Prschewalskis sehen. Als der Russe beides abschlug, drohte eine gewalttätige Eskalation, die aber in letzter Sekunde noch abgewendet werden konnte.
Am nächsten Morgen entschloss sich Prschewalski, sich von den Tanguten zu trennen und zog auf Sumpfpfaden, die Siedlungen meidend, weiter in das Nanshangebirge hinein. An reißenden Gebirgsflüssen entlang und Gebirgskämme überschreitend, gelangte die Expedition im Juni 1872 in das Tal des Tetung (auch Tatung). Prschewalski beschloss hier ein Standlager zu errichten und den Sommer zur Erforschung des Nanshan zu verwenden, das aus mehreren Ketten besteht und Gipfel von über 6000 Meter Höhe aufweist.
Als die Expedition Tscheibsen besucht, musste Prschewalski feststellen, dass die Dunganen die Tempelstadt vor kurzem überfallen und verwüstet hatten. Nur einen Tempel mit einer riesigen vergoldeten Buddhastatue konnten die Klostervorsteher gegen Zahlung einer hohen Geldsumme retten. Die Einwohner Tscheibsens befürchteten gerade einen erneuten Angriff der Dunganen, als die Forscher auf der großen Tibetstraße, die am Kuku Nor vorüber bis nach Lhasa führt, weiterreisten. Diese Straße wurde von den Chinesen seit dem Beginn des Dunganenaufstandes gemieden.
Am Kuku Nor, was übersetzt blauer See bedeutet, erholten sie sich für einige Wochen. Dann ging es weiter nach Westen, in das riesige Tsaidam-Becken, in das zahlreiche Flüsse münden, das aber keinen Abfluss hat. In der Sommerhitze verdampft das Wasser, das darin enthaltene Salz bleibt zurück. Nur der östliche Teil des Tsaidambeckens war zu dieser Zeit dünn besiedelt. Nach Westen hin erstreckten sich über hunderte Kilometer die größten Salzsümpfe Zentralasiens. Das Tsaidambecken liegt tiefer als der Kuku Nor, jedoch immer noch 2500 Meter hoch. Im Süden steigen steile Wände zu einer riesigen Hochfläche an – das Hochland von Tibet.
Bis nach Lhasa, der verbotenen Stadt vorzudringen, war der Traum Prschewalskis. Seitdem sich 1846 die Franzosen Évariste Régis Huc und Joseph Gabet (1808–1853) sechs Wochen in ihr aufhalten durften, hatte sie kein Europäer mehr betreten. Der Aufstieg zum Hochland von Tibet war ungemein schwierig. Prschewalski schrieb in sein Reisetagebuch: „Das Land sperrt sich gegen Eindringlinge wie eine ungeheure, von Zyklopenmauern umgebene Festung. Das Landschaftsbild ist von düsterer Majestät: schroffe, kahle Felswände, Eisgipfel, zwischen den Gebirgszügen weite, öde Wüste.“ Der Winter war angebrochen. Die abgetragene Kleidung schützte kaum vor den grimmigen Frösten, der Proviant war fast aufgebraucht und die Luft wurde immer dünner. In der Silvesternacht 1872 wünschten sich Prschewalski und seinen Gefährten weiter nichts als einen glücklichen Ausgang der Reise.
Ende Januar waren die fast menschenleeren nördlichen Randgebirge Tibets bewältigt. Prschewalski stellte sich die Frage, ob er einen weiteren Vormarsch verantworten konnte. Proviant und Geld waren nahezu aufgebraucht, die Reit- und Lasttiere völlig erschöpft. Der Rückweg war jetzt schon mehrere tausend Kilometer lang und das 900 Kilometer entfernte Lhasa unerreichbar. Die Karawane trat also den Rückmarsch über das Gebirge, durch das Tsaidambecken zum Kuku Nor an. Hier verschaffte sich Prschewalski erneut durch den Verkauf seiner Waffen Geld, mit dem es ihm möglich war, noch ein Vierteljahr am See und im Nanshan arbeiten zu können. Abgemagert und abgerissen trafen die vier Männer danach in Tingjüanjing ein, wo sie eine freudige Überraschung erwartete. Der russische Gesandte in Peking hatte ihnen Briefe und Geldmittel entgegengeschickt. Da Prschewalski nun ja nicht mehr über Peking reisen musste, änderte er sofort seine Pläne und wählte den direkten Weg durch die zentrale Gobi nach Kjachta. Noch kein Europäer hatte je diese riesigen Räume durchwandert.
Prschewalski ahnte nicht, dass er dort Stunden erleben würde, in denen er jede Hoffnung, mit dem Leben davonzukommen, verlor. Das Unheil begann noch im Alashangebirge mit schweren Regenfällen und Überschwemmungen. Hier verlor Prschewalski fast seine mühsam auf der Expedition gesammelten Exponate. Später in der Wüste Gobi, die zu den trockensten und lebensfeindlichsten Orten der Erde gehört, wäre er mehrfach fast verdurstet. Sein treuer Begleiter, sein Hund Jucha, verendete an Wassermangel. Im September 1873 erreichten die Reisenden Urga (heute Ulan Bator). „Ich kann nicht beschreiben, wie bewegt wir waren, als wir wieder unsere Sprache hörten, Landsleute erblickten und in europäischen Verhältnissen leben konnten. Das Vergangene erschien wie ein schrecklicher Traum …“
Im Verlaufe von drei Jahren hatte Prschewalski mit seinen Gefährten 11.800 Kilometer zurückgelegt, die weißen Flecke auf der Karte Zentralasiens beträchtlich eingeengt, täglich magnetische und Wetterbeobachtungen durchgeführt, reichlich zoologische, botanische und mineralogische Sammlungen angelegt und völkerkundliche Studien gemacht. Der Erfolg dieser Expedition verschaffte ihm Weltruhm. Von der Russischen Geographischen Gesellschaft wurde er mit der Goldmedaille ausgezeichnet. In den folgenden drei Jahren bearbeitete er die vielfältige Ausbeute der Reise, schrieb sein Buch „Die Mongolei und das Land der Tanguten“, hielt Vorträge und bereitete die nächste Expedition vor.

## Zweite Forschungsreise 1876–1877
Sie führte von Gulja zum See Lop Nor, nach Altyntag und wieder zurück nach Kuldscha.

## Dritte Forschungsreise 1879–1880
Diese Reise führte vom Saissansee nach Chami, über das Nanshangebirge nach Tibet bis 260 km vor Lhasa, dann zurück nach Si-ning zum Quellgebiet des Huang He über Urga (heute Ulan Bator) und Kjachta nach Orenburg.

## Vierte Forschungsreise 1883–1885
Sie führte von Kjachta durch die Gobi nach Ala Shan und durch den östlichen Tsaijdam zum Jangtsekiang zurück an den Lop Nor, nach Khotan und Akfu, bis an den Yssykköl-See.
Die Ergebnisse dieser ausgedehnten Reisen eröffneten eine neue Ära für die Geographie sowie die Fauna und Flora dieses bis dahin fast unbekannten Gebiets. Unter anderem entdeckte Prschewalski das Wildkamel sowie das nach ihm benannte Przewalski-Pferd.

## Fünfte Forschungsreise
Prschewalski starb während seiner fünften Reise im Ort Karakol am Yssykköl, der ihm zu Ehren 1888 in Prschewalsk umbenannt wurde und diesen Namen bis 1921 sowie von 1939 bis 1991 trug. Sven Hedin besuchte sein Grab im Januar 1891.

## Ehrungen
Im Dezember 1878 wurde er Ehrenmitglied der Russischen Akademie der Wissenschaften in St. Petersburg. Nach Prschewalski benannt ist die Pflanzengattung Przewalskia Maxim. aus der Familie der Nachtschattengewächse (Solanaceae). Nahe seinem Sterbeort Karakol befinden sich das Grab Prschewalskis und das Prschewalski-Museum, das den Forschungsreisen von Nikolai Prschewalski gewidmet ist.

## Kritik
Kritiker werfen Prschewalski Arroganz gegenüber den Einheimischen, anmaßendes Verhalten und Rassismus vor und führen darauf auch einige seiner Misserfolge zurück.

## Namensvarianten
Nikolaj M. Prževal'skij, N. M. Prschewalski, Nikolai Michailowitsch Prschewalski, Nikolaj Michajlovič Prževal'skij, N. M. Prschewalski, Nikolaj M. Przevalski, Nikolaj M. Przewalsky, Nikolaj von Przevalsky, Nikolaj von Prschewalski, Nikolaj M. Prejevalsky, Nikolaj Prejevalsky, Nikolai Michail Przewalsky

## Werke
- Reisen in der Mongolei, im Gebiet der Tanguten und den Wüsten Nordtibets in den Jahren 1870 bis 1873. Aus dem Russischen und mit Anmerkungen versehen von Albin Kohn. Bibliothek geographischer Reisen und Entdeckungen älterer und neuerer Zeit. Bd. 12. Hermann Costenoble, Jena 1877, 1881.
- From Kulja, Across the Tian Shan, to Lob-Nor. 1879.
- August Petermann (Hrsg.): Reise des russischen Generalstabs-Obersten N. M. Przewalsky von Kuldscha über den Thian-Schan an den Lob-Nor und Altyn-Tag 1876 und 1877. Übersetzung des an die K. Russ. Geographische Gesellschaft in Sankt Petersburg gerichteten offiziellen Berichtes von Przewalsky, D. D. Kuldscha 18. August 1877. Ergänzungsheft No. 53 zu Petermann's Geographischen Mittheilungen. Justus Perthes, Gotha 1878. (Deutsche Übersetzung. Die ausführliche Beschreibung dieser Reise erschien 1952 mit dem Titel Hanhai)
- Reisen in Tibet und am oberen Lauf des Gelben Flusses in den Jahren 1879 bis 1880. Aus dem Russischen frei in das Deutsche übertragen und mit Anmerkungen versehen von Stein-Nordheim. Hermann Costenoble, Jena 1884.
- Hanhai. Von Kuldscha über den Tianschan und zum Lob-nor. Volk und Buch. Hrsg. von Herbert Butze, übersetzt von Alexander Böltz.  Bibliographisches Institut, Leipzig 1952.
- In das Land der wilden Kamele. Von Kjachta zu den Quellen des Gelben Flusses, die Erforschung des nördlichen Randgebietes von Tibet und der Weg über den Lob-nor durch das Tarimbecken. Übersetzt von Helmut Sträubig. F. A. Brockhaus, Leipzig 1954. (Abgesehen von der gekürzten Übersetzung von Hedin ist dieses Buch die einzige deutsche Ausgabe des erstmals 1888 in Russisch erschienenen Berichtes über die vierte Expedition Prschewalski's.)
- Auf Schleichwegen nach Tibet. 1870–1873.  Edition Erdmann, Lenningen 2004, ISBN 3-86503-004-1 (Folgt der zweiten Auflage von 1881 von Reisen in der Mongolei, …)